# 长冢京子
长冢京子（日语：／ Nagatsuka Kyōko，1974年2月22日—），日本退役女子网球运动员。她曾获得1994年亚洲运动会网球比赛女子双打金牌和混合双打铜牌。她也参加了1996年夏季奥运会。